# Libuše Pražáková
Libuše Pražáková (26. května 1947 Praha – 3. července 2025 Praha) byla česká kostýmní návrhářka a scénografka.

## Tvorba
Libuše Pražáková kostýmní výtvarnice a scénografka se podílela na řadě československých seriálů a filmů, zejména spolupracovala s režiséry Antonínem Moskalykem, Františkem Vláčilem, Dušanem Kleinem, Zdeňkem Zelenkou, Marií Poledňákovou, Pavlem Hášou nebo Karlem Kachyňou spolu s dalšími osobnostmi českého filmu. 
Její cit pro detail, výtvarná nápaditost a schopnost přenést atmosféru do kostýmů pomohly vytvořit řadu postav. Právě díky její práci získala díla vizuální charakter, jež zůstávají nedílnou součástí českého divadelního, filmového a televizního prostředí.
Vystudovala obor scénografie na divadelní fakultě AMU (DAMU) v roce 1972. Od té doby pracovala jako kostýmní výtvarnice pro Českou televizi, podílela se svou tvorbou v tuzemských divadlech nebo v prostředí filmu, mimo jiné i v zahraničních produkcích.
Vytvořila návrhy kostýmů pro takřka 300 inscenací a spolupracovala na řadě filmů s režiséry Marií Poledňákovou (S tebou mě baví svět), Antonínem Moskalykem (Dobrodružství kriminalistiky), Františkem Vláčilem (Mág) a Zdeňkem Zelenkou (Nesmrtelná teta), podílela se též jako spolutvůrce na vzniku řady seriálů – Panoptikum města pražského, Dobrodružství kriminalistiky, Život na zámku, Šípková Růženka a mnoha dalších.
Podílela se i na seriálu Četnické humoresky. Její práci mohli ocenit i návštěvníci divadel, a to zejména Národního divadla v Brně, Národního divadla v Praze a Divadla Na Vinohradech. Dále pracovala i pro divadla v zahraničí, zejména v Belgii. Její práce bylo možno vidět i na řadě tuzemských a zahraničních výstavách v kolekcích československé scénografie nebo divadelním festivalu Pražské Quadriennale.

## Filmy (výběr)
- 1982 – Třetí princ (film/pohádka), režie Antonín Moskalyk
- 1982 – S tebou mě baví svět (film), režie Marie Poledňáková
- 1993 – Noc rozhodnutí (TV film), režie Pavel Háša
- 1993 – Nesmrtelná teta (TV film/pohádka), režie Zdeněk Zelenka
- 2001 – O Víle Arnoštce (TV film/pohádka), režie Dušan Klein
- 2002 – Kožené slunce (TV film), režie Karel Kachyňa
- 2003 – Městečko (film), režie Jan Kraus
- 2004 – Post Coitum (film), režie Juraj Jakubisko
- 2006 – Slečna Guru (TV film), režie Zdeněk Zelenka
- 2008 – Kanadská noc (TV film), režie Zdeněk Zelenka

## Televizní seriály (výběr)
- 1987 – Panoptikum Města pražského, režie Antonín Moskalyk
- 1989 – Dobrodružství kriminalistiky, režie Antonín Moskalyk (1989–1993)
- 1995 – Život na zámku, režie Jaroslav Hanuš (1995–1998)
- 2003 – Četnické humoresky, režie Antonín Moskalyk, Pavlína Moskalyková (2001–2007)
- 2006 – 3 plus 1 s Miroslavem Donutilem, režie Zdeněk Zelenka
- 2007 – 3 plus 1 s Miroslavem Donutilem, režie Zdeněk Zelenka
- 2008 – 3 plus 1 s Miroslavem Donutilem, režie František Filip
- 2009 – 3 plus 1 s Miroslavem Donutilem, režie Rudolf Tesáček
- 2010 – 3 plus 1 s Miroslavem Donutilem, režie Zdeněk Švarc
- 2009 – Vyprávěj – série 2, režie Biser A. Arichtev
- 2010 – Vyprávěj – série 2, režie Biser A. Arichtev
- 2011 – Vyprávěj – série 3, režie Biser A. Arichtev
- 2012 – Vyprávěj – série 4, režie Martin Dolenský, Biser A. Arichtev
- 2013 – Vyprávěj – série 5, režie Johanna Steiger-Antošová, Martin Dolenský, Biser A. Arichtev

## Divadlo (výběr)
- premiéra SEZONA 1984/1985 – Jednou v létě, Nová scéna Národního divadla v Praze
- premiéra SEZONA 1988/1989 – Lev v zimě, Národní divadlo Praha
- premiéra SEZONA 1992/1993 – La forza del destino (Síla osudu), Státní opera Praha
- premiéra SEZONA 2006/2007 – Její pastorkyňa Národní divadlo Brno a Státní opera Praha